# Pohnání
Pohnání (německy Pochnan) je obec v okrese Tábor v Jihočeském kraji. Žije v ní 80 obyvatel.

## Historie
První písemná zmínka o obci pochází z roku 1360.

## Obyvatelstvo
| Rok            | 1869 | 1880 | 1890 | 1900 | 1910 | 1921 | 1930 | 1950 | 1961 | 1970 | 1980 | 1991 | 2001 | 2011 | 2021 |
| -------------- | ---- | ---- | ---- | ---- | ---- | ---- | ---- | ---- | ---- | ---- | ---- | ---- | ---- | ---- | ---- |
| Počet obyvatel | 205  | 230  | 231  | 217  | 204  | 195  | 156  | 122  | 113  | 93   | 110  | 93   | 90   | 72   | 71   |
| Počet domů     | 23   | 23   | 26   | 26   | 29   | 29   | 31   | 31   | 28   | 23   | 25   | 29   | 29   | 33   | 35   |

## Obecní správa
V letech 1850–1920 a od 26. listopadu 1971 do 31. prosince 1991 k obci patřily Dolní Hrachovice, Horní Hrachovice a Pohnánec, v letech 1850–1991 Blanička a Mostek a od 1. dubna 1976 do 31. prosince 1991 také Nahořany a Rodná.

### Obecní symboly
Znak a vlajka byly obci uděleny rozhodnutím předsedkyně Poslanecké sněmovny Parlamentu České republiky dne 25. listopadu 2011.

## Pamětihodnosti
- Dominantou obce je kostel svatého Prokopa se hřbitovem, hřbitovní kaplí, ohradní zdí s brankou a výklenkovou kapličkou za zdí. Pohnáňský kostel je cenná románská stavba, podle podle pravoúhlého chóru a věže se řadí k jihočeským stavbám první poloviny 13. století. V přízemí věže má křížovou klenbu, v patře portál vedoucí původně na panskou tribunu. [8] Kostel je poprvé písemně zmiňován v témže roce jako ves, ale nepochybně mnohem starší. V roce 1714 byl přestavěn v barokně, v témže roce za kostelem vyrostla čtvercová hřbitovní kaple, ukrývající starší (1675) obraz svatého Jana a Pavla. Zařízení kostela je novější – vesměs pseudorománské z 19. století, oltářní obraz pochází z roku 1881.[9]
- Roubená chalupa

## Turistika
Obcí prochází červená turistická značka z Polánky severním směrem do Mladé Vožice (a dál přes Velký Blaník do Vlašimi). Jihovýchodní část katastru obce patří do Přírodního parku Polánka s nejvyšším vrcholem v okolí Batkovy (725 metrů).

## Galerie

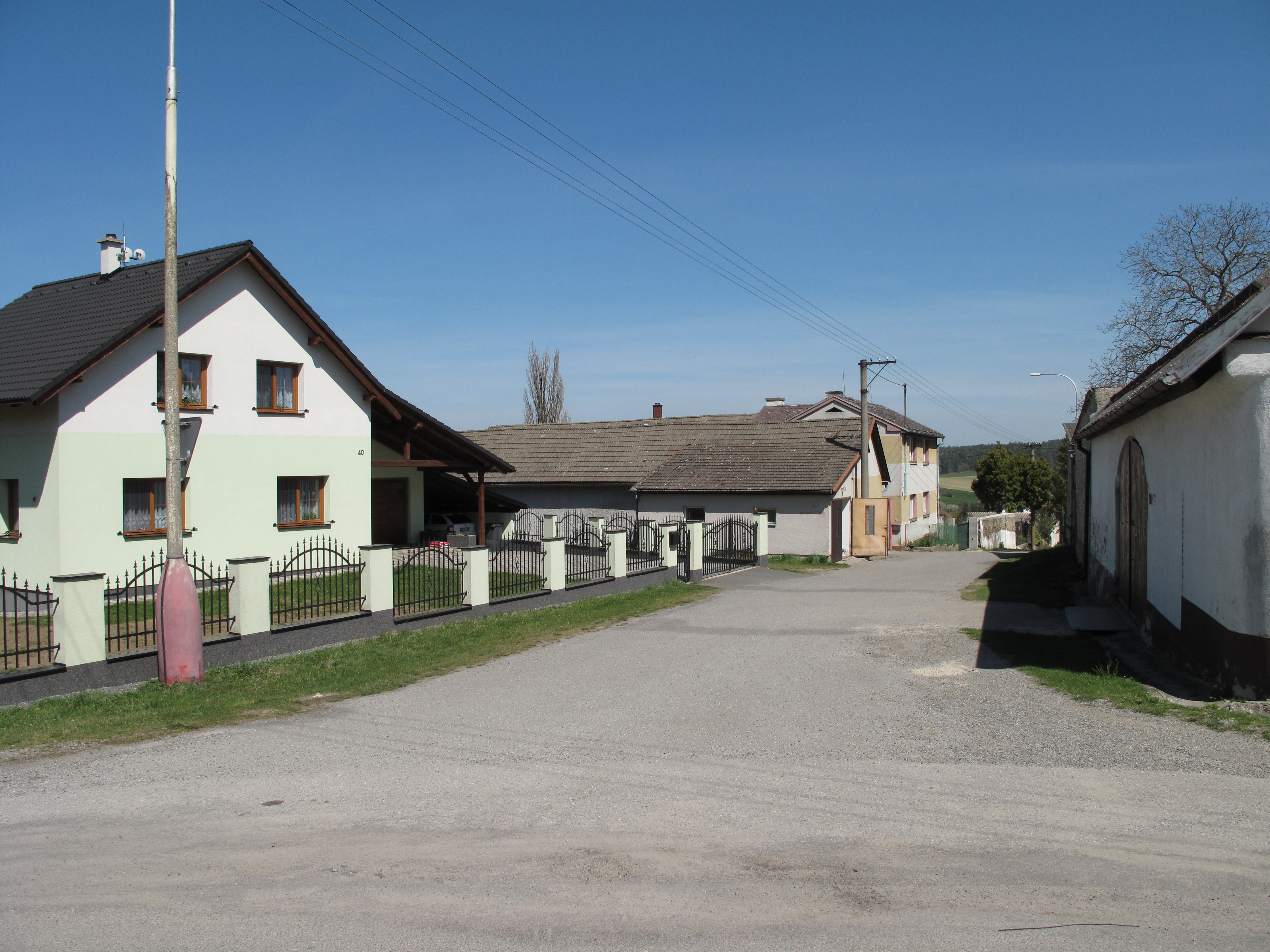
Domy
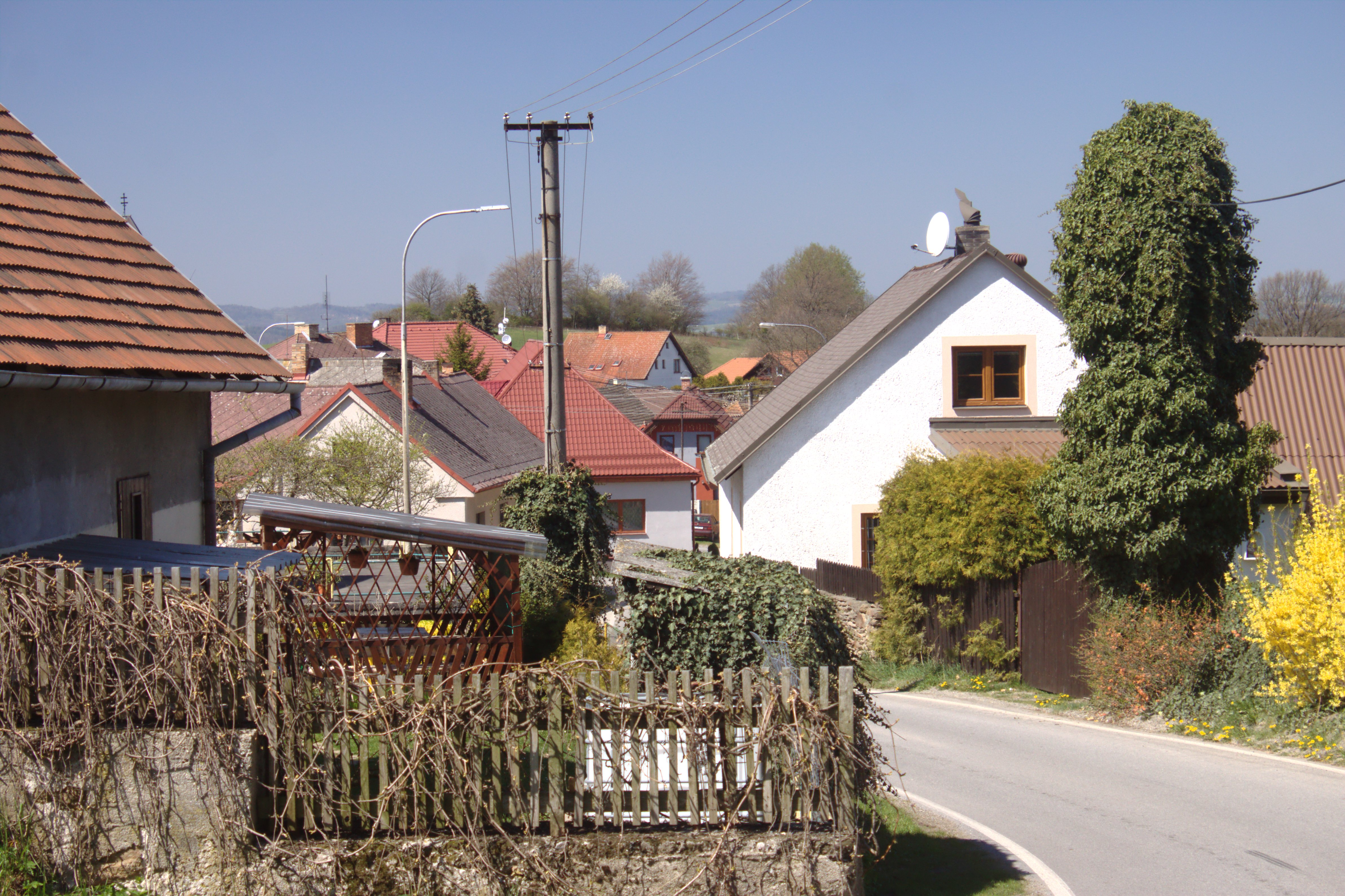
Střechy domů
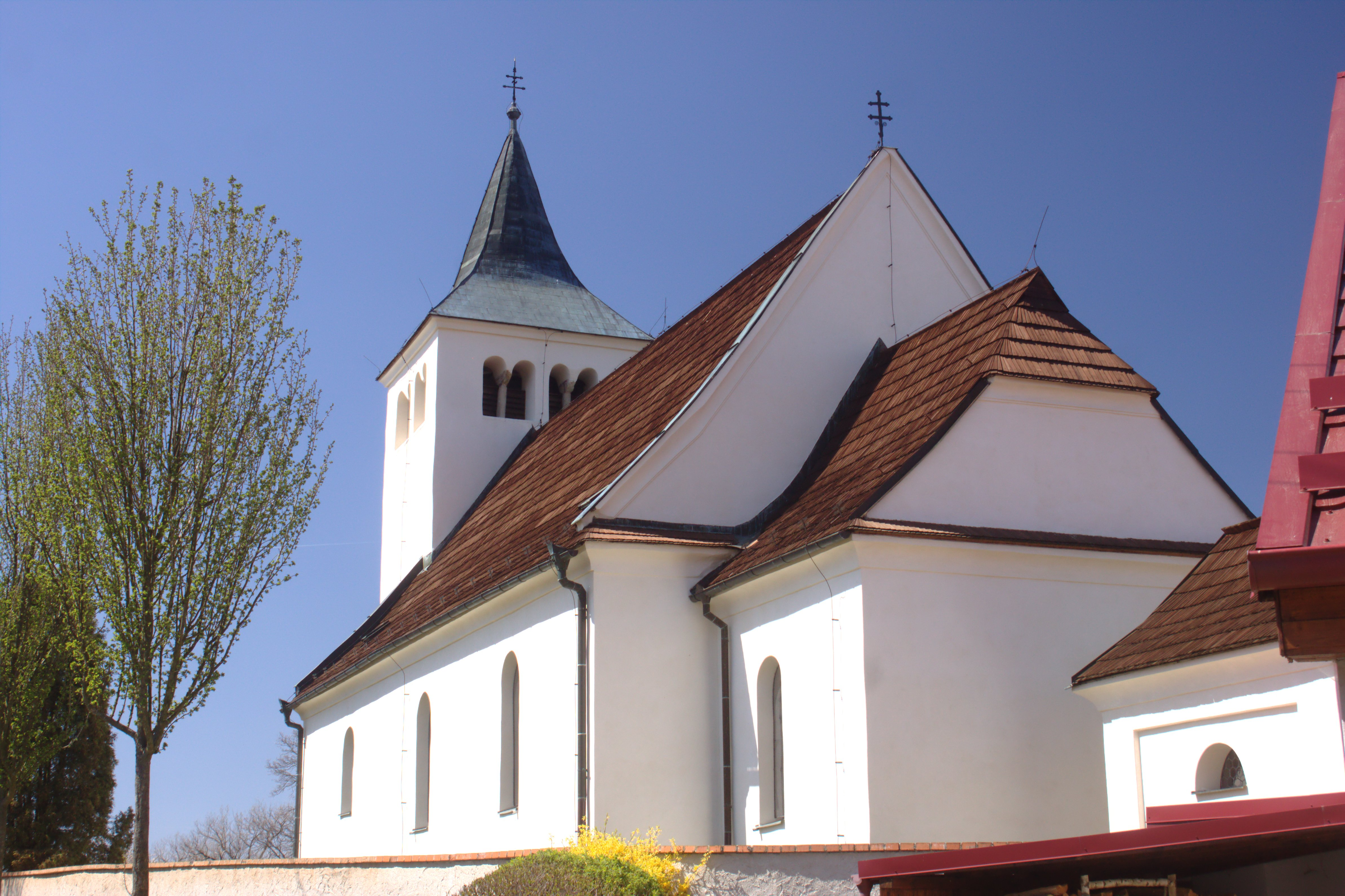
Kostel svatého Prokopa